# NGC 1569
NGC 1569是在鹿豹座的一個矮不規則星系，早在1788年11月4日就被威廉·赫歇爾發現了。這個暗淡的星系不是業餘天文學家喜歡的目標，但卻是專業天文學家研究的對象，特別是研究星系內恆星形成歷史的有趣目標。這個星系的距離很近，因此，哈伯太空望遠鏡可以輕鬆的解析出在這個星系中的恆星。以前認為這個星系的距離只有240萬秒差距 （780萬光年） 。但是，在2008年科學家研究來自哈伯太空望遠鏡的影像，計算出這個星系的距離是1,100萬光年，大約是比過去認為的遠了400萬光年。

## 恆星形成
NGC 1569包含兩個顯著但有著不同歷史的超級恆星集團 。
這兩個集團都經歷了插入式的恆星形成。超級恆星集團A，位於這個星系的東北方，形成的年代不超過500萬年前，包含年輕的恆星(包括沃夫-瑞葉星)和較老的紅色星。
超級恆星集團B，位於星系靠中心的位置，包含老年恆星族群的紅巨星和紅超巨星。
這兩個恆星集團擁有的質量都相當於銀河系的球狀星團，還確認有許多較小的，有著年輕恆星的集團。
此一結果，和大麥哲倫矮星系和NGC 1705的結果，顯示出矮星系內的恆星形成不會不斷的發生，取而代之的是一系列短暫的形成，類似突然的爆發。

## 藍移
NGC 1569令人意外的是它的光譜是藍移的，這意味著這個星系是朝向地球移動的。對照之下，因為宇宙在膨脹使得大多數的星系光譜呈現紅移。

## 外部連結
维基共享资源上的相關多媒體資源：NGC 1569
- NED – NGC 1569
- SEDS – NGC 1569
- SIMBAD – NGC 1569
- VizieR – NGC 1569
- NGC 1569 at ESA/Hubble
- WikiSky上关于NGC 1569的内容：DSS2, SDSS, GALEX, IRAS, 氢α, X射线, 天文照片, 天图, 文章和图片
- Astronomy Photo of the Day: NGC 1569（页面存档备份，存于）

| 天文學目錄  | 天文學目錄                                           | 天文學目錄 |
| ----------- | ---------------------------------------------------- | ---------- |
| NGC天體表： | NGC 1567 - NGC 1568 - NGC 1569 - NGC 1570 - NGC 1571 |            |